# Конституционный кризис в Гондурасе (2009)
Конституционный кризис в Гондурасе — политический спор, начавшийся в связи с планами президента Гондураса Мануэля Селайи провести референдум об изменении Конституции Гондураса. Большинство правительственных учреждений, включая Верховный суд и видных членов его собственной партии, восприняли инициативу президента как неконституционную, поскольку они могли привести к снятию запрета на переизбрание президента, установленного в Конституции Верховный суд Гондураса оставил в силе решение суда об отмене референдума. Однако конституционный процесс урегулирования этой ситуации был неясным: не было установлено четких процедур для отрешения или судебного преследования действующего президента. Кризис завершился смещением и изгнанием президента Селайи гондурасскими военными в результате государственного переворота.
Утром 28 июня 2009 года около 100 солдат штурмовали резиденцию президента в Тегусигальпе и вывезли Селайю в Сан-Хосе, Коста-Рика, действия военных Селайя назвал переворотом сразу по прибытии туда. Позже в тот же день Национальный конгресс проголосовал за отставку Селайи, зачитав без возражений написанное якобы самим Селайей письмо об отставке (письмо, по словам Селайи, было подделано). Председатель Конгресса Роберто Мичелетти был приведён к присяге в качестве временного президента. 1 июля правительство Мичелетти объявило чрезвычайное положение, приостановило реализацию гражданских свобод и ввёл комендантский час по всей стране.
21 сентября 2009 года Селайя тайно вернулся в Гондурас после нескольких неудачных попыток. Было объявлено, что он находится в посольстве Бразилии в Тегусигальпе. На следующий день правительство Гондураса приостановило пять конституционных прав на 45 дней: личную свободу (статья 69), свободу слова (статья 72), свободу передвижения (статья 81), habeas corpus (статья 84) и свободу собраний. Указ о приостановлении прав человека был официально отменён 19 октября 2009 года.
Международная реакция на кризис вызвала широкое осуждение событий как государственного переворота. Организация Объединённых Наций, Организация американских государств (ОАГ) и Европейский союз осудили смещение Селайи. ОАГ приостановила членство Гондураса. Внутреннее отношение к событиям очень неоднозначным, были отмечены демонстрации как в пользу, так и против Селайи.
Усилия президента Коста-Рики Оскара Ариаса и Соединённых Штатов добиться дипломатического решения кризиса путём переговоров между Мичелетти и Селайей первоначально привели к предложению Ариаса вернуть Селайю на пост президента, но с ограниченными полномочиями. Это предложение также предусматривало политическую амнистию и всеобщие выборы в октябре. Несмотря на поддержку США данной инициативы, переговоры в конечном итоге провалились, поскольку обе стороны не изъявили желания прийти к соглашению. Селайя также настаивал на том, что он не признаёт выборы 29 ноября в качестве предварительного условия для возвращения к власти.
Гондурасские лидеры отказались восстановить Селайю на посту президента до выборов. Сам Селайя призвал сторонников воздержаться от голосования, поэтому первоначальная явка составила порядка 60%, однако цифра была впоследствии была пересмотрена до 49%. При этом Селайя оспаривал и эти цифры. Некоторые его сторонники, в свою очередь, прекратили ежедневные протесты с требованием восстановления Селайи, заявив, что готовы принять заявления Конгресса об отставке Селайи.
Кризис пошёл на спад после инаугурации новоизбранного президента Порфирио Лобо 27 января 2010 года и сошёл на нет после заключения сделки, позволившей Селайе покинуть бразильское посольство и отбыть в изгнание в Доминиканскую Республику.

## Предыстория

### Политические и социально-экономические проблемы Гондураса
Две трети граждан Гондураса живут за чертой бедности, а уровень безработицы составляет 28 %. Стране свойственно одно из самых неравных распределений национального богатства в Латинской Америке: самые бедные 10 % населения получают только 1,2 % от богатства страны, а самые богатые 10 % — 42 %. Примерно 20 % ВВП страны приходится на денежные переводы граждан страны, живущих за рубежом, на родину. BBC описывает огромный разрыв между богатыми и бедными в стране как одну из причин напряжённых отношений между президентом и другими институтами власти, так как движение президента «влево» беспокоило представителей определённых секторов экономики. Селайя настаивал на референдуме и изменении конституции, которая, по его словам, была написана в 1982 году в разгар репрессий в отношении левых и обусловила бедность значительной доли населения.
Сторонники Селайи, в основном из профсоюзов и бедных слоев, утверждали, что консервативные руководители бизнеса были обеспокоены тем, что президент резко увеличил минимальную заработную плату. Бывший министр внутренних дел Виктор Меза заявил, что «традиционный политический класс и самые консервативные бизнес-лидеры страны посчитали, что Селайя совершил опасный поворот влево, и их интересы оказались под угрозой… Мы недооценили консерватизм политического класса и военного руководства». Некоторых представителей высшего класса Гондураса также беспокоило сближение Селайи с президентом Венесуэлы Уго Чавесом.

### Президентство Селайи

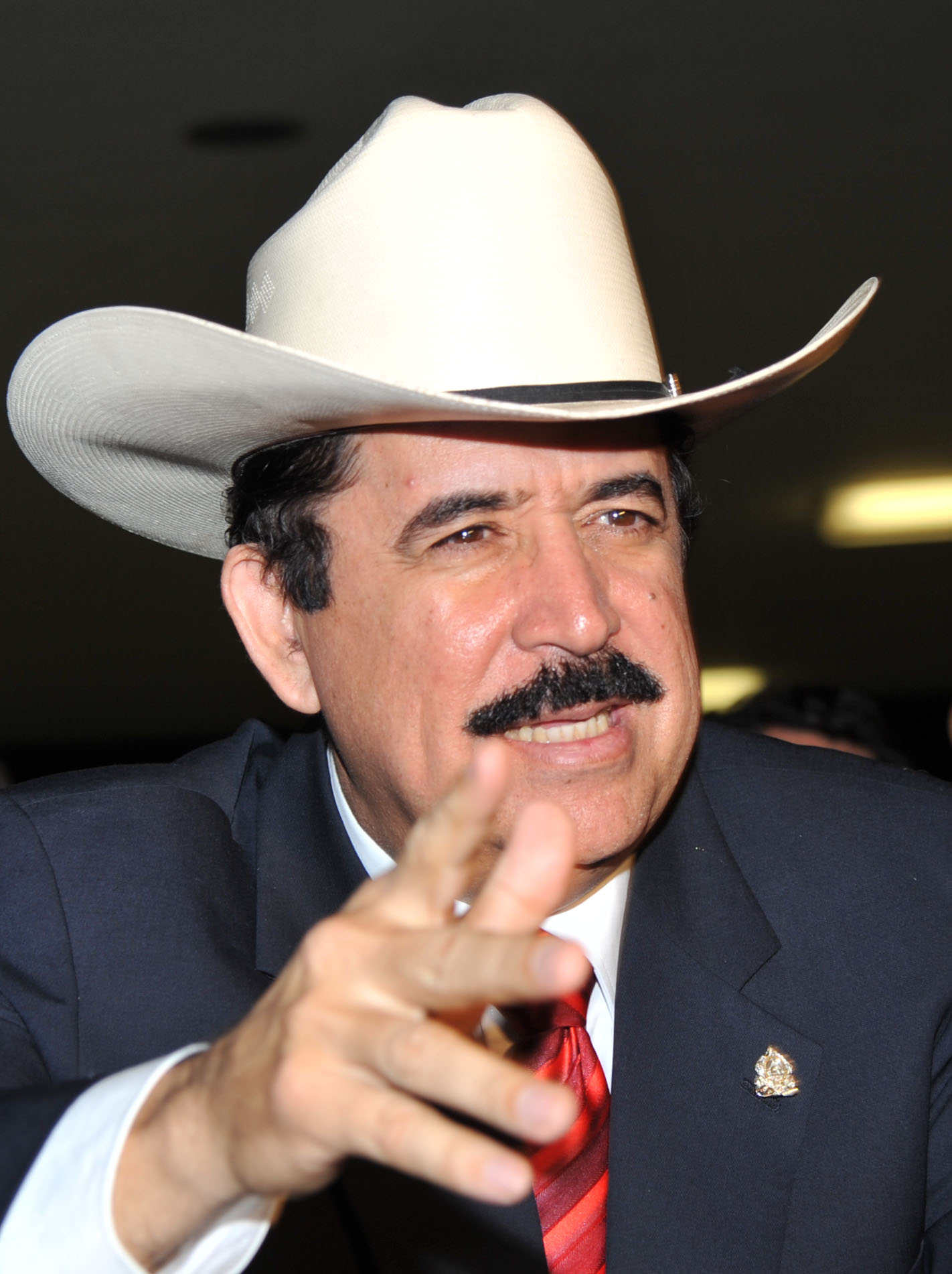
Мануэль Селайя

Мануэль Селайя, бизнесмен, родившийся в богатой семье, был избран в 2005 году как кандидат от исторически могущественной Либеральной партии. С момента его вступления в должность экономическая и социальная политика Селайи принесла ему похвалы профсоюзов, но оттолкнула часть членов его собственной партии, особенно расстроенных союзом Селайи с альянсом АЛБА, созданным Уго Чавесом в качестве органа противодействия политике США. Селайя также планировал преобразовать авиабазу США Сото Кано («Палмерола») в гражданский аэропорт, частично используя финансирование от AЛБА и Petrocaribe. «Нью-Йорк таймс» сообщила, что значительная часть поддержки Селайи была получена от профсоюзов и бедных слоев, в то время как средний и высший класс опасался, что Селайя стремится создать государство социалистического типа по образцу Венесуэлы с харизматичным лидером.
Правительство Селайи обвиняли в преследовании журналистов, а Организация американских государств (ОАГ) указывала на наличие цензуры в Гондурасе.
По мнению The Economist, «президентство Селайи было отмечено ростом преступности, коррупционными скандалами и экономическим популизмом». К апрелю 2009 года опрос общественного мнения показал, что из опрошенных только 25% одобряли политику Селайи - это был самый низкий рейтинг одобрения среди 18 региональных лидеров на тот момент.

### Союз с альянсом АЛБА

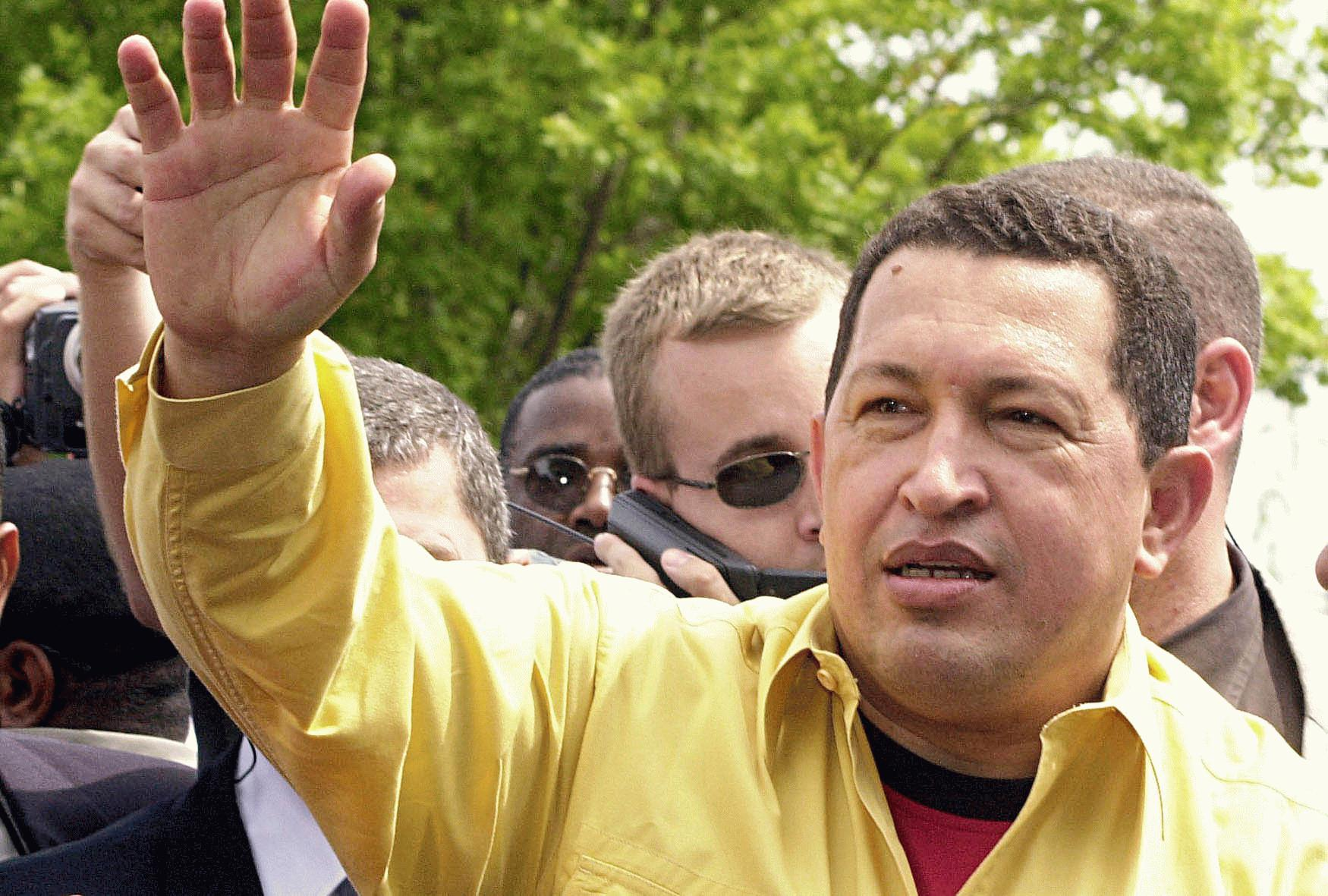
Уго Чавес

22 июля 2008 года Селайя объявил, что Гондурас стремится войти в альянс АЛБА, основанный Уго Чавесом. Президент заявил, что страна через 4 месяца станет членом-наблюдателем в этой организации.
Гондурасские правые выступили против альянса, они были обеспокоены тем, что Зелайя будет стремиться к единоличному правлению, как и другие лидеры АЛБА, которых они считали потенциальными диктаторами. По словам аналитика Национальной партии Рауля Пинеды Альварадо, попытка Селайи изменить конституцию была копией того, что произошло в Венесуэле, Эквадоре и Никарагуа. Американский сенатор Ньют Гингрич написал в Washington Examiner, что Чавес использует АЛБА для организации «прилива начавшейся диктатуры, вытекающего из Венесуэлы в другие страны Латинской Америки". Он отметил, что Чавес подорвал демократию в Венесуэле, чтобы гарантировать, что его правление будет прочным на протяжении десятилетий, и «один за другим каждый из членов АЛБА следовал за ним и менял свои конституции, чтобы снять ограничения на количество сроков президентства». Однако продление сроков полномочий в Латинской Америке не является уникальным явлением для стран-членов АЛБА: например, Колумбия не входит в альянс, но также сталкивалась с усилиями президента Альваро Урибе добиваться переизбрания.

## Планы референдума и конституционной реформы
Ещё в августе 2006 года в американском докладе «Центральная Америка» говорилось, что «либеральные сектора» Гондураса предлагают реформировать «устаревшие статьи» конституции, в том числе о запрёте переизбрания президента. В докладе говорилось, что этот вопрос вызывает споры. Дебаты о созыве учредительного собрания проходили в Гондурасе при поддержке многих групп населения. «Конституция с 1980 года была изменена в других областях примерно в тридцать раз, в итоге политики всех лагерей убеждены в том, что документ уже не является актуальным. Именно здесь происходит формальное изменение, предложенное Мануэлем Селайей: в ноябре 2009 года избирателям будут представлены четыре урны для голосования - четвёртая из них используется для референдума по вопросу: «Согласны ли вы на созыв учредительного собрания для разработки новой конституции?»
11 ноября 2008 года президент Селайя объявил о проведении необязательного референдума, чтобы узнать, хотят ли люди четвёртой избирательной урны (или «Куарта урна») на выборах в ноябре 2009 года для решения о созыве учредительной ассамблеи.
22 декабря 2008 года Селайя выпустила два экстренных указа с номерами 46-A-2008, каждый из которых санкционировал выделение 30 000 000 гондурасских песо на рекламу "четвёртой избирательной урны". При этом только один из них был опубликован в официальной газете. Предполагаемые рекламодатели получали льготу в виде освобождения от уплаты налога с продаж.
17 февраля 2009 года на публичной демонстрации тракторного оборудования, полученного из Венесуэлы, Мануэль Селайя заявил, что он предложит "четвёртую избирательную урну". 24 марта 2009 года президент призвал провести предварительный опрос, назначенный на 28 июня 2009 года, чтобы оценить популярность поддержки включения вопроса об учредительном собрании в повестку выборов в ноябре 2009 года.

### Конституционность референдума
Президент Конгресса Роберто Мичелетти отметил, что в статье 374 Конституции сказано: референдум не может использоваться для изменения статей в конституции. Он продолжал настаивать на том, что даже объявление такого референдума в частном порядке является преступлением («... porque eso, incluso, anunciarlo privadamente es un delito»).
В статье 373 Конституции Гондураса указано, что конституция может быть изменена большинством голосов в две трети членов Национального конгресса. Однако в статье 374 сказано, что несколько статей не подлежат изменению ни при каких обстоятельствах («en ningún caso»). Среди таких статей есть статья о невозможности переизбрания президента. Статья 239 прямо запрещает президенту пытаться изменить ограничение на переизбрание и заявляет, что тот, кто это сделает, немедленно подлежит отрешению. В этой связи заявление Селайи, что он «не может быть переизбран президентом, но переизбрание является темой следующей Национальной конституционной ассамблеи», было многими воспринято как нарушение статьи 239
. Однако статья 239 вообще не упоминается в судебном деле, возбуждённом против Селайи.

### Объявление плана референдума незаконным
25 марта Генеральная прокуратура официально уведомила президента Селайю, что он столкнётся с уголовными обвинениями в злоупотреблении властью, если приступит к организации референдума.
В конце мая суд признал опрос незаконным. Верховный избирательный трибунал Гондураса также постановил, что такой референдум будет незаконным. Судебный приказ нижестоящего суда в отношении опроса был оставлен в силе Верховным судом. В конце июня предполагаемый консультативный опрос также был отклонён Конгрессом.
11 июня Конфедерация адвокатов Гондураса единогласно согласилась с тем, что Селайя нарушает закон.
23 июня 2009 года Конгресс принял закон, запрещающий проведение официальных опросов или референдумов менее чем за 180 дней до следующих всеобщих выборов, что сделало бы опрос 28 июня незаконным. Поскольку этот законопроект был принят после того, как был запланирован опрос, Селайя отказался его исполнять. Зелайя также попросил военных выполнить свои функции по охране порядка во время референдума, но глава военного командования генерал Ромео Васкес Веласкес отказался подчиниться, сославшись на то, что Верховный суд объявил референдум незаконным. 24 июня президент снял Васкеса с должности. Позже в тот же день министр обороны и руководители армии, флота и военно-воздушных сил подали в отставку. 25 июня Верховный суд постановил, что генерал Васкес будет восстановлен в должности.
24 июня камеры видеонаблюдения зафиксировали, как около 2 000 000 долларов США наличными были изъяты из Центрального банка Гондураса и предположительно доставлены в офис Энрике Флореса Ланцы, начальника штаба Селайи. Вероятно, деньги были использованы для финансирования референдума.
За несколько дней до референдума президент опубликовал указ PCM-020-2009 в попытке легализовать референдум. Согласно докладу бывшего президента Верховного суда Вилмы Моралес, Селайя в этот период юридически уже перестал быть президентом Гондураса.

### Избирательные бюллетени
Бюллетени для референдума прибыли из Венесуэлы на самолёте, но урны для голосования были задержаны в аэропорту Тегусигальпы. Верховный избирательный трибунал распорядился о конфискации незаконных бюллетеней. В аэропорт прибыли следователи из министерства внутренних дел и генеральный прокурор Гондураса.
Селайя отправил несколько сотен человек на базу ВВС, которые забрали бюллетени и направили их на хранение в президентский дворец, чтобы избежать их уничтожения.
В конце июня в стране прошло несколько демонстраций как за, так и против предложенной "четвёртой избирательной урны".
Верховный суд, Конгресс, военные и национальный комиссар по правам человека рекомендовали, чтобы избиратели оставались дома, так как референдум не был бы ни законным, ни безопасным для избирателей.

## Военный переворот

### Верховный суд
27 мая 2009 года Трибунал по административному праву издал судебный запрет на проведение референдума по просьбе Генерального прокурора Гондураса Луиса Альберто Руби. 16 июня Апелляционный суд единогласно поддержал предписание 27 мая. 18 июня Трибунал по административному праву приказал Селайе выполнить постановление в письменной форме в течение пяти дней. 26 июня Верховный суд единогласно постановил, что президент не выполнил приказ суда от 18 июня. Он также подтвердил обвинения, выдвинутые Селайе Генеральным прокурором, в преступлениях против республики, в измене родине, злоупотреблении служебным положением и узурпации полномочий. Для возбуждения дела Верховный суд уполномочил Томаса Ариту Валье на издание 26 июня секретного приказа о задержании Селайи.

### Задержание Селайи и первая ссылка
Солдаты ворвались в резиденцию президента в Тегусигальпе рано утром 28 июня, обезоружив президентскую гвардию, разбудив Селайю и посадив его на самолёт в Коста-Рику. В Сан-Хосе, Коста-Рика, Зелайя заявил телекомпании TeleSUR, что его разбудили выстрелами. Солдаты в масках изъяли у него сотовый телефон, посадили в фургон и отвезли на базу ВВС, где посадили в самолёт. Он также рассказал, что не знал, что его везут в Коста-Рику, пока его самолёт не приземлился в аэропорту Сан-Хосе. В средствах массовой информации он описал события как «переворот» и «похищение».
Танки патрулировали улицы, а небе над столицей барражировали военные самолёты. Солдаты взяли под охрану основные правительственные здания. Правительственная телевизионная станция и телевизионная станция, поддерживавшая президента, были отключены от эфира. Электричество, телефонные линии и международное кабельное телевидение были заблокированы по всему Гондурасу, общественный транспорт остановлен.
Позже в тот же день Верховный суд опубликовал заявление о том, что он приказал армии арестовать Селайю. 30 июня главный военный юрист полковник Герберт Инестроза предъявил приказ об аресте судьи Ариты. Позже полковник заявил, что депортация Селайи не соответствует постановлению суда, но военное руководство решило подчиниться, чтобы избежать насилия в Гондурасе: «Что было выгоднее, убрать этого синьора из Гондураса или представить его прокурорам, чтобы толпа начала всё громить и жечь, и нам пришлось бы стрелять?». Инестроза также заявил, что преданность Селайи Чавесу тяжело переносить, и «нам было бы трудно с нашей подготовкой иметь контакты с левым правительством. Это невозможно. Я лично ушёл бы в отставку, потому что мои мысли, мои принципы, не позволили бы мне участвовать в этом».
Рамон Кустодио, глава комиссии по правам человека в стране, сказал, что ссылка Селайи была ошибкой и что военные совершили «ошибку», отправив Селайю в изгнание, а не задержав для суда. Верховный суд Гондураса согласился обсудить этот вопрос после заявления, поданного группой юристов и судей, в которых утверждалось, что военные нарушили закон, вывезя Селайю из страны. В августе 2009 года Мичелетти заявил, что вывоз Селайи из страны был ошибкой.

### Импичмент и президентская преемственность
В Конгрессе был зачитан документ, претендующий на то, чтобы быть актом об отставке, написанным Селайей 25 июня. Однако Селайя заявил, что он не писал это письмо. Позже в тот же день на внеочередной сессии Конгресс проголосовал за то, чтобы отрешить Селайю от должности за противоправное поведение и угрозу правопорядку.

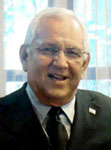
Роберто Мичелетти

Председатель Национального конгресса был следующим в порядке президентской преемственности, так как вице-президент ранее выдвинул свою кандидатуру на выборы 2009 года. Председателем Конгресса был Роберто Мичелетти, член Либеральной партии - партии Селайи. Конгресс, большинство в котором имела Либеральная партия, провозгласил Мичелетти временным президентом, на оставшиеся месяцы президентского срока.
Около 12:37 Гондурасский национальный конгресс единогласно постановил:
- Согласно статьям 1,2,3,4,205,220, подразделам 20,218,242,321,322,323 Конституции Республики,
  - Пресечь неоднократные нарушения Селайей конституции, законов и постановлений суда.
  - Отрешить Селайю от должности.
- Поручить действующему Председателю Конгресса завершить президентский срок, который заканчивается 27 января 2010 года.

Гондурасские органы власти, в том числе Национальный конгресс, Верховный суд и временное правительство, согласились, что Селайя был отрешён без нарушения конституции. Аргументы о том, что свержение Селайи было незаконным, поскольку некоторые правовые процедуры не соблюдались, были выдвинуты несколькими юристами.

### Чрезвычайные меры временного правительства

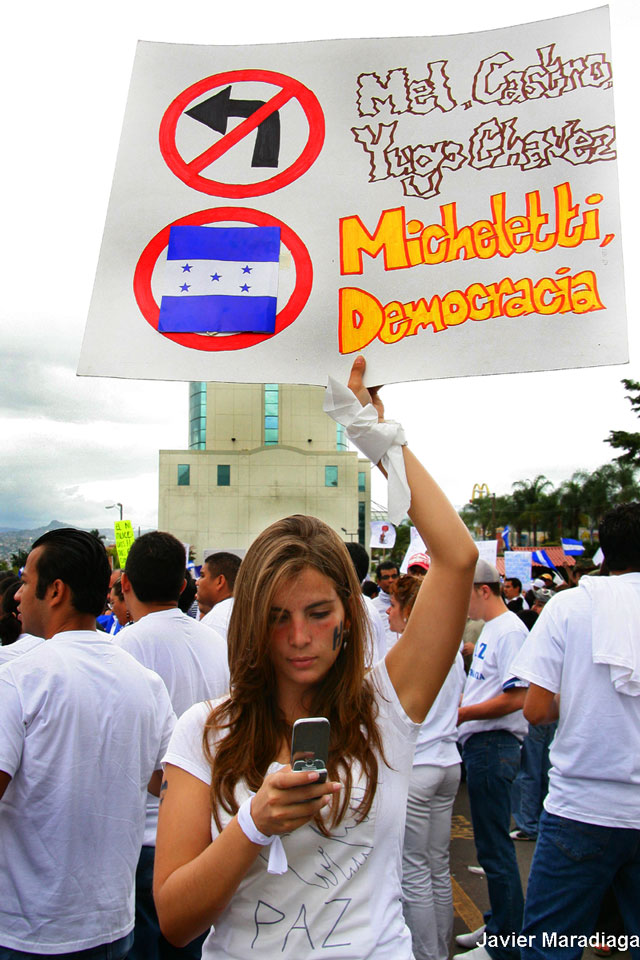
Демонстрация в поддержку Мичелетти

Исполняющий обязанности президента Роберто Мичелетти ввёл комендантский час, который первоначально длился в течение 48 часов с ночи воскресения (28 июня) и до вторника (30 июня). Закон о комендантском часе не был опубликован в официальной газете La Gaceta и не был одобрен Конгрессом. Первоначально комендантский час продолжался с 9:00 вечера до 6:00 утра. Этот комендантский час был расширен, изменён или возобновлён несколько раз, что было названо произволом представителями организаций Международная амнистия и Международная наблюдательная миссия. 1 июля Конгресс издал приказ (decreto ejecutivo N ° 011-2009), который расширил время комендантского часа с 22:00 до 05:00 по местному времени, а также приостановил действие четырёх конституционных гарантий, включая свободу передвижения и защиту от необоснованного обыска и ареста.
Послы Кубы, Венесуэлы и Никарагуа заявили, что 29 июня они были задержаны и избиты гондурасскими военными. Кроме того, несколько союзников Селайи были заключены под стражу. Среди них были министр иностранных дел Патрисия Родас, мэр города Сан-Педро-Сула Родольфо Падилья Сансери, несколько конгрессменов Партии демократического единства (ПДЕ) и несколько других правительственных чиновников. Десять бывших министров из правительства Селайи, а также кандидат в президенты от ПДЕ Сезар Ам скрылись.
Несколько телевизионных станций, радиостанций и веб-сайтов газет были временно закрыты. The Miami Herald сообщил, что репрессии против СМИ начались до рассвета 28-го, правительство разрешило трансляции только радиостанциям, лояльным Мичелетти, и передачу в эфир только дружественных новому правительству новостей. Сотрудники Ассошиэйтед Пресс были задержаны и вывезены из отеля, но позже освобождены. Ряд местных журналистов и средств массовой информации сообщили о преследовании и ограничениях. Алехандро Вильяторо, директор радио «Глобо», рассказал, что он был арестован и несколько раз похищен военными.
Гондурасская газета Ла-Пренса 30 июня сообщила, что группа вооружённых сторонников Селайи напала на её главный штаб, бросая камни и другие предметы в окна, пока не вмешалась полиция.

## События после 28 июня

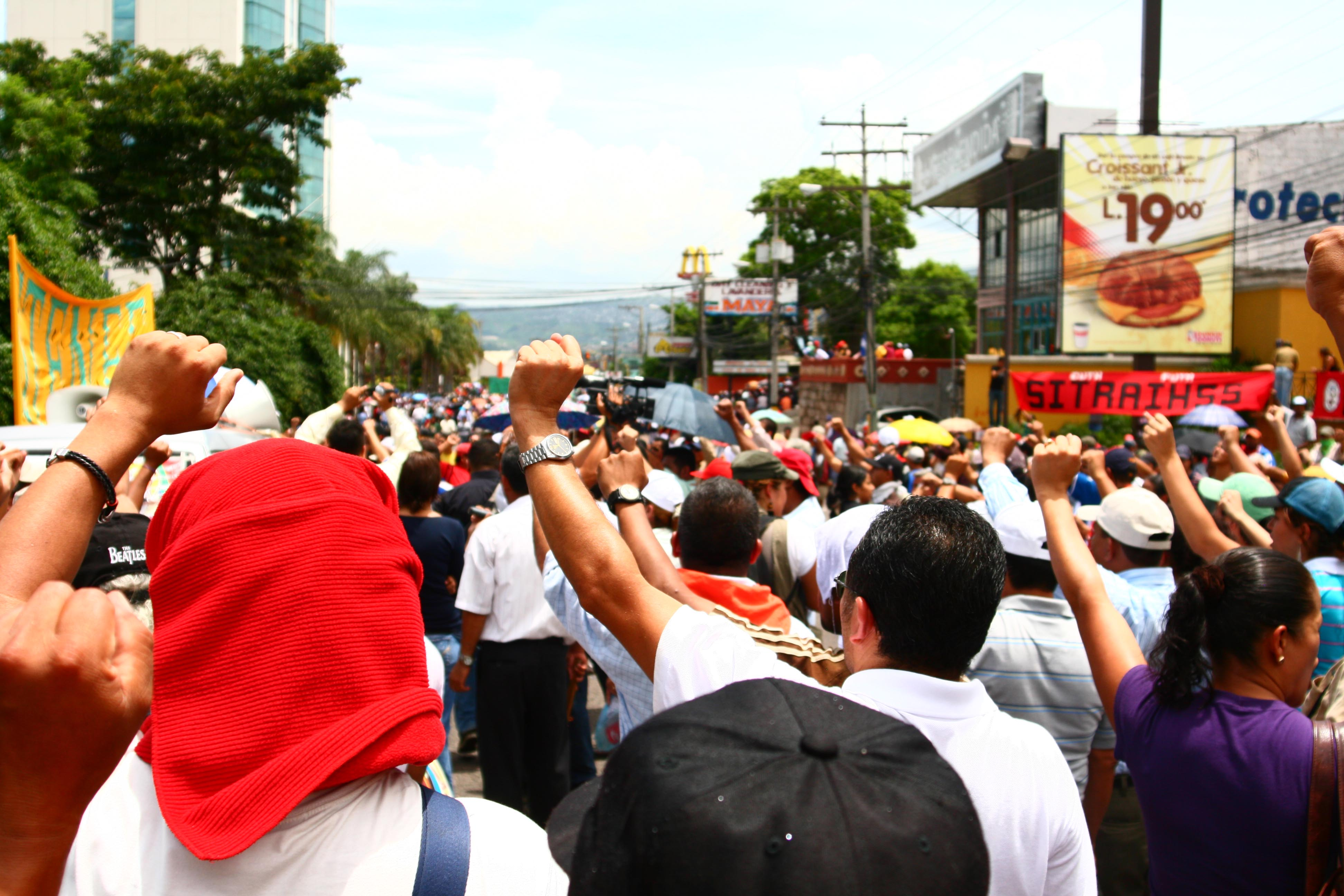
Демонстрация сторонников Селайи в Тегусигальпе

Протесты против переворота начались почти сразу: несколько тысяч сторонников Селайи собрались возле Президентского дворца, вступили в столкновения в солдатами и подожгли покрышки. В ответ на ежедневные протесты сторонников смещённого президента Конгресс 1 июля одобрил декрет, в котором был установлен ночной комендантский час и право сил безопасности задерживать граждан без предъявления обвинения на срок до 24 часов.
30 июня Генеральная Ассамблея ООН единогласно приняла резолюцию с призывом к восстановлению Селайи на посту президента Гондураса. Селайя выступил перед Генеральной Ассамблеей, несколько раз его речь прерывалась аплодисментами.
В тот же день в столице Гондураса состоялся первый митинг в поддержку смещения Селайи, тысячи его противников вышли на главную площадь. Роберто Мичелетти вышел к демонстрантам и заявил, что ноябрьские всеобщие выборы пройдут по плану и что 27 января 2010 года к присяге будет приведён новый президент. Генерал Васкес Веласкес также присутствовал и выступал на митинге. 

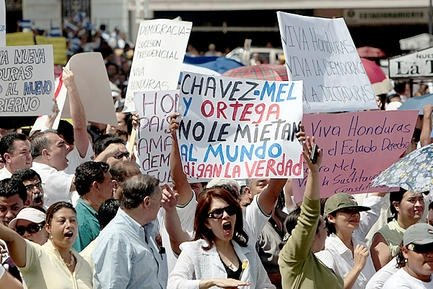
Демонстрация противников Селайи в Тегусигальпе

4 июля Гондурас был официально исключён из Организации американских государств (ОАГ), после того как правительство Мичелетти проигнорировало ультиматум с требованием немедленного восстановления Селайи. Генеральный секретарь ОАГ Хосе Мигель Инсулза накануне прибыл в Гондурас, чтобы обсудить возвращение Селайи.
7 июля Селайя встретился с госсекретарём США Хиллари Клинтон в Вашингтоне. На этой встрече смещённый президент согласился поддержать предложение США о переговорах с представителями правительства Мичелетти в Коста-Рике 9 июля. Переговоры с президентом Коста-Рики Оскаром Ариасом, выступающим в качестве посредника, оказались безуспешными. Участники переговоров согласились встретиться ещё раз в будущем, и Селайя покинул Коста-Рику, чтобы найти новых союзников на международной арене.
Между тем, Мичелетти объявил, что он принял отставку своего министра иностранных дел Энрике Ортеза, который в телевизионном интервью назвал президента США Барака Обаму «[un] negrito que no sabe nada de nada» («маленьким чёрным, который ничего ни о чём не знает»). Посольство США в Гондурасе решительно осудило этот комментарий, который Мичелетти также назвал «скандальным эпитетом». При этом Мичелетти назначил Ортеза министром юстиции.
В середине июля гондурасский римско-католический кардинал Оскар Андрес Родригес Марадага заявил, что поддерживает смещение Селайи, так как бывший президент «не знает никаких авторитетов, моральных или правовых», в то же время он выступил против его изгнания из страны. 15 июля 2009 года временный президент Роберто Мичелетти заявил, что готов уйти в отставку, "если это решение в какой-то момент потребуется для обеспечения мира и спокойствия в стране, но без возвращения - и я подчеркиваю это, - бывшего президента Селайи".
В интервью 16 июля президент Коста-Рики Оскар Ариас отметил, что у него есть мандат от 34 мировых правительств по восстановлению конституционного порядка в Гондурасе, под которым он имел в виду восстановление президента Селайи. Он отклонил предложение Мичелетти уйти в отставку при условии, что Селайя не вернётся к власти. При этом Ариас заявил: «Селайя должен отказаться от своих планов по установке "четвёртой избирательной урны"». Ариас указал, что намерен предложить создание правительства примирения, возглавляемое Селайей, в сочетании с политической амнистией.
Между тем, демонстрации как сторонников, так и противников Селайи продолжались почти ежедневно в разделившейся стране.

### Венесуэла, Никарагуа и Куба
После изгнания Селайи Уго Чавес заявил, что венесуэльский посол подвергся нападению со стороны гондурасских солдат. Чавес отметил, что если бы посол был убит или посольство Венесуэлы было атаковано, это означало бы акт агрессии, требующий военного ответа. 2 июля гондурасская полиция арестовала несколько кубинцев и никарагуанцев, участвовавших в демонстрациях, и источники в полиции заявили, что венесуэльцы активно участвовали в борьбе с переворотом.
8 июля Колумбия арестовала 80 венесуэльцев, которые пытались переправиться в Гондурас. 27 июля полиция конфисковала документы в машине, принадлежащей Карлосу Эдуардо Рейне, главному организатору акций в поддержку Селайи. В них, как утверждалось, содержался список из 15 источников финансирования и ссылки на встречу с некими людьми вблизи границы с Никарагуа. Были найдены чековые квитанции на сумму 160 000 долларов США.
В октябре 2009 года президент Никарагуа Даниэль Ортега намекнул, что «Сопротивление» ищет оружие и учебные центры. Уго Чавес заявил: «Я просто предупреждаю... никто не удивится, если в горах Гондураса обнаружится вооружённое движение».

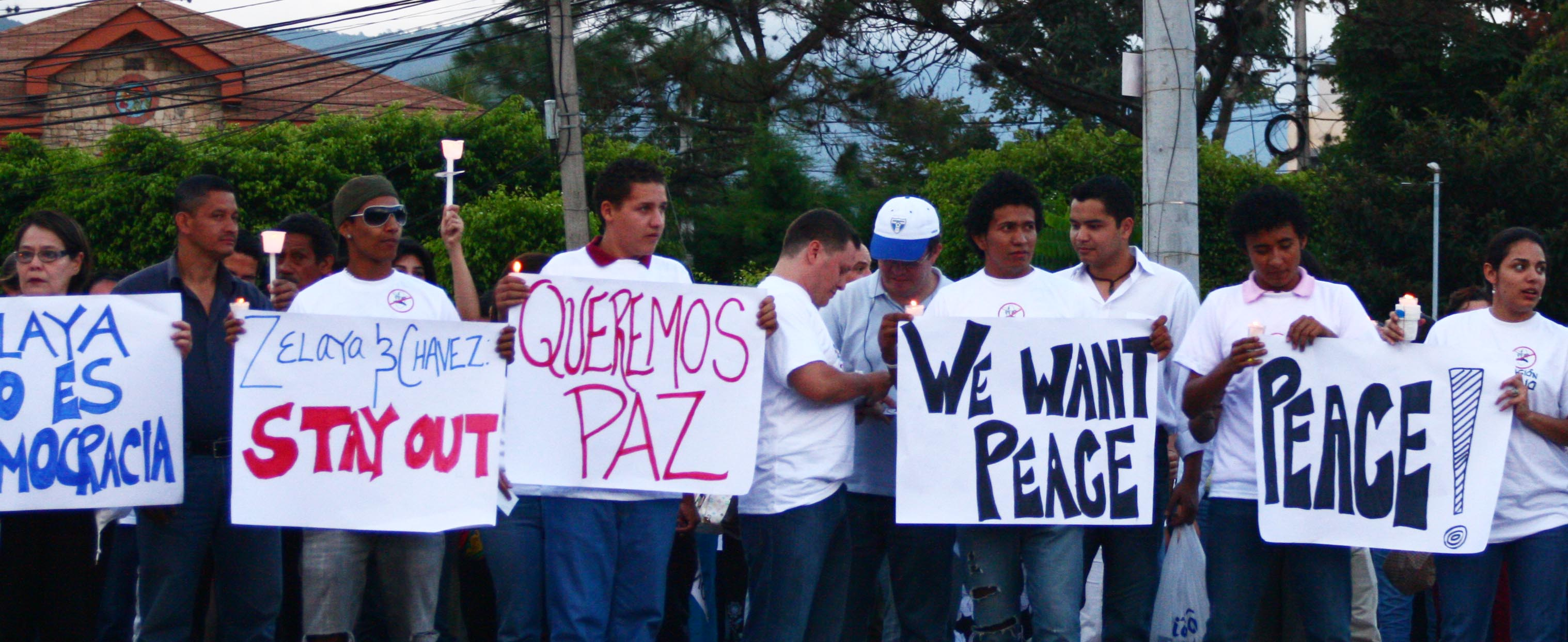
Манифестация в поддержку мира и против Селайи и Чавеса.

### Оппозиция временному правительству
Большая часть оппозиции правительству Мичелетти и его действиям координировалась через коалицию мелких организаций и политических партий, известных как Национальный фронт народного сопротивления (FNGE). FNGE нацелился на то, чтобы восстановить президента Селайю взамен правительства Роберто Мичелетти, который воспринимался организацией как диктатор, со ссылками на документированные нарушения прав человека с момента государственного переворота. FNGE поддержал процесс демократии, который должен был привести к созыву национального учредительного собрания.
FNGE проводил марши протеста каждый день с 28 июня, за исключением дней, когда был введён комендантский час - тогда демонстрации проходили в отдалённых кварталах. Наиболее крупные марши 5 июля, 15 сентября и 27 января насчитывали более 200 000 человек в день.

### Жалобы на нарушения прав человека
Ряд организаций опубликовали доклады, в том числе COFADEH, Международная федерация за права человека, «Международная миссия солидарности», Amnesty International, Межамериканская комиссия по правам человека (IACHR) и Human Rights Watch, в которых были зафиксированы случаи сексуального насилия, чрезмерного использования военной силы, произвольных арестов, угроз в отношении судей, избиение сотрудников СМИ и несколько подтверждённых случаев смертей и похищений, предположительно организованных правительству. Рохер Иван Бадос, бывший профсоюзный лидер, член Демократической объединённой партии, был застрелен 11 июля у входа в свой дом в Сан-Педро-Суле; 40-летний профсоюзный лидер и член Демократической партии Рамон Гарсия исчез 12 июля, после того как неизвестные вывели его из автобуса. 23-летний Педро Магдиэль Муньос Сальвадор, предположительно задержанный полицией во время протестов против переворота и отправленный в полицейский участок Эль-Парасиса 24 июля, был найден мертвым на следующее утро. 38-летний учитель средней школы Рохер Абрахам Вальехо Сориано, раненный выстрелом в голову во время протестов 31 июля, скончался на следующий день. 3 июля был убит журналист радио «Америка» Габриэль Фино Норьега.
4 августа 2009 года Национальная комиссия по телекоммуникациям (CONATEL) прекратила право радиочастотной передачи Радио «Глобо». Парижская группа по свободе прессы «Репортёры без границ» 29 июня опубликовала заявление, в котором говорилось, что «приостановление или закрытие местных и международных средств массовой информации указывает на то, что лидеры переворота хотят скрыть то, что происходит». Карлос Лаури из Нью-йоркского комитета по защите журналистов заявил: «Правительство де-факто явно использовало силы безопасности для ограничения новостей... Гондурасцы не знали, что происходит. Власти очевидно действовали с целью создать информационный вакуум, чтобы люди не знали, что на самом деле происходит». Однако в интервью, опубликованном 9 июля 2009 года в Washington Post, Рамон Кустодио Лопес, омбудсмен по правам человека в Гондурасе, заявил, что не получал официальных жалоб от журналистов: «Я впервые слышу о нападениях на радиостанции. Я стараюсь делать все возможное, но есть вещи, которые остаются мне неизвестными».
21 августа 2009 года Межамериканская комиссия по правам человека (IACHR) направила делегацию из шести человек для проверки полученных данных о нарушении прав человека в Гондурасе. Делегации было сообщено о предполагаемых насильственных действиях полиции и военных и произвольных арестах. Кто-то даже обвинил полицейских в изнасиловании. Некоторые утверждали, что судьям угрожали «под прицелом». IACHR также получила сведения о том, что правительство угрожало и задерживало представителей средств массовой информации. На основании полученных заявлений делегация сделала вывод о том, что в стране существует «атмосфера запугивания, которая препятствует свободному осуществлению свободы слова».

### Тайное возвращение Селайи в Гондурас
Селайя предпринял две открытые попытки вернуться на родину, но они были пресечены. 5 июля он попытался вернуться по воздуху, но правительство Мичелетти закрыло международный аэропорт Тонконтин и отправило военных для охраны взлетно-посадочных полос. Поскольку тысячи сторонников Селайи собрались в аэропорту, чтобы встретить его, один из демонстрантов был убит и ещё один ранен, когда несколько солдат разгоняли толпу.
26 июля Селайя ненадолго находился на территории Гондураса, на пограничном переходе между Гондурасом и Никарагуа в районе Лас-Манос в Департаменте Эль-Параисо, но на родину его не пустили.
21 сентября Селайя с женой тайно прибыли в посольство Бразилии в Тегусигальпе. Селайя заявил, что чтобы добраться до посольства, он ехал через горы в течение пятнадцати часов, избегая дорог и контрольно-пропускных пунктов, но не указал, из какой страны въехал в Гондурас. Он заявил "Каналу 36", что «я здесь, в Тегусигальпе, я здесь для восстановления демократии, для диалога». Первоначально Мичелетти отрицал, что Селайя вернулся на родину. Узнав об этом достоверно, он ввёл комендантский час и попросил бразильское правительство выдать Селайю для суда. Одновременно министр иностранных дел Бразилии Селсу Аморим заявил, что Бразилия не поддерживает возвращение Селайи.
Тысячи сторонников Селайи вскоре собрались около посольства. Заместитель министра безопасности Марио Пердомо распорядился, чтобы на автомагистралях, ведущих в Тегусигальпу, были размещены контрольно-пропускные пункты, чтобы «остановить тех людей, которые прибудут, чтобы начать беспорядки». Министр обороны Лионель Севилья приостановил все воздушные рейсы в Тегусигальпу. В конце дня силы безопасности в Гондурасе использовали слезоточивый газ и дубинки, чтобы рассеять толпы в районе бразильского посольства. Временное правительство также окружило район военными, и несколько агентств сообщили, что «люди в капюшонах» штурмовали здание рядом с посольством. Около 50 сторонников Селайи были ранены сотрудниками полиции.
Электричество  в районе посольства было отключено, однако радио "Глобо" успело передать сообщение с призывом профсоюзу работников электросвязи отправить техников, которые вскоре восстановили питание в районе. Комендантский час был продлён до 18:00 следующего дня, что стало серьёзной мерой, поскольку означало, что все офисы и предприятия места будут закрыты в дневное время.
Находясь в посольстве, Селайя жаловался на притеснения со стороны правительства Мичелетти: он утверждал, что агенты правительства установили генераторы помех для мобильных телефонов и применили токсичные газами и излучение, что предположительно вызвало кровотечение из носа и другие симптомы у более чем 25 человек в посольстве.
24 сентября Бразилия созвала чрезвычайное заседание Совета Безопасности Организации Объединённых Наций. Министр иностранных дел Бразилии Селсу Аморим заявил Совету Безопасности, что «с того дня, как он приютил президента Селайю в своём помещении, бразильское посольство фактически находится в осаде» и что «оно было подвергнуто действиям по преследованию и запугиванию со стороны властей». Совет Безопасности подтвердил неприкосновенность бразильского посольства и призвал правительство Гондураса предоставить всем, кто в нём находится, все необходимые коммунальные услуги, включая воду, электроэнергию, продукты питания».
Представитель Amnesty International Сьюзан Ли описала нарушения прав человека силами безопасности Мичелетти после возвращения Селайи как «тревожные». Эти нарушения включали «резкий рост полицейского насилия» и сотни арестов политических демонстрантов по всему Гондурасу, запугивание правозащитников полицией, стрелявшей слезоточивым газом в здание правозащитной организации "Comité de Familiares de Detenidos Desaparecidos en Honduras" в тот момент, когда около 100 человек находились в офисе. 22 сентября в Тегусигальпе были задержаны десятки протестующих. Amnesty International также сообщила об ограничениях, введённых властями в отношении свободы слова, в частности, радио "Глобо" и Канал 36 «испытывали регулярное отключение электропитания, которое препятствовало их вещанию». Сьюзен Ли заявила: «Единственный путь вперед для властей - прекратить политику репрессий и насилия и вместо этого уважать права на свободу слова и собраний».
28 сентября 2009 года, после давления изнутри и извне, Мичелетти объявил, что отменит указ о приостановлении гражданских свобод. По состоянию на 2 октября 2009 года он этого не сделал, но заявил приглашённой делегации Конгресса США, что восстановит гражданские свободы не позднее, чем в понедельник 5 октября. 5 октября Мичелетти объявил об отмене указа, но также отметил, что лояльные Селайе СМИ, в частности, радио «Глобо» и «Канал 36», должны предстать перед судом, чтобы восстановить свои разрешения на вещание.

## Переговоры и урегулирование
29 октября 2009 года правительство Мичелетти подписало соглашение с представителями Селайи, которые позволяли Конгрессу проголосовать за то, будет ли восстановлен свергнутый президент и разрешено ли ему отработать оставшиеся месяцы его срока.
При этом Селайя отказался предоставить перечень кандидатов в "правительство единства", и, когда Мичелетти объявил, что он сформировал его в одностороннем порядке, без участия Селайи, бывший президент объявил соглашение "мертвым". Соединённые Штаты послали дипломатов, чтобы помочь "воскресить" пакт, но Селайя настаивал на том, что он не согласится на какие-либо действия по восстановлению его на посту президента, если это потребует от него признать выборы 29 ноября.

### Выборы
В преддверии выборов Мичелетти временно ушёл в отставку, чтобы избиратели могли сосредоточиться на предстоящих президентских выборах, при этом Конгресс и судебное руководство отказались восстановить на посту Селайю до выборов. Панама, Коста-Рика и Соединённые Штаты объявили, что они поддержат результаты выборов, однако их международная поддержка выборов оставалась скудной.
В дни, предшествовавшие выборам, Соединённые Штаты, Израиль, Италия, Колумбия, Панама, Перу, Германия, Коста-Рика и Япония также заявили о своих намерениях признать результаты выборов. 
Организации и отдельные лица в Гондурасе, в том числе FNGE, Марвин Понсе из Партии демократического единства и Берта Олива из Комитета по делам детей Detenidos Desaparecidos en Honduras, а также Меркосур, президент Аргентины Кристина Киршнер и Союз южноамериканских наций заявили, что выборы 29 ноября не будут легитимными.
29 ноября 2009 года, в соответствии с конституцией Гондураса, были проведены президентские выборы. Пять кандидатов баллотировались на пост президента. Ранние результаты показали, что консерватор Порфирио Лобо был избран с примерно 55% голосов. Официальные цифры явки избирателей составили около 60%, которые впоследствии были официально пересмотрены до 49%.
Европейский парламент не посылал наблюдателей на эти выборы. Тем не менее, наблюдатели были отправлены правящей Европейской народной партией, которая сообщила о «высокой степени гражданской зрелости и образцовом демократическом поведении» во время выборов.

### Отклонение Конгрессом восстановления Селайи
2 декабря Национальный конгресс обсудил вопрос о возможном восстановлении Селайи на посту президента. Подавляющее большинство законодателей проголосовали против этой инициативы. Это решение было принято в рамках "Соглашения Тегусигальпа-Сан-Хосе" и содержало призыв к международному сообществу соблюдать его. Почти все конгрессмены из партии Селайи, а также оппозиционной Национальной партии, проголосовали против его восстановления и поддержали победу Порфирио Лобо на выборах в ноябре 2009 года.
Селайя раскритиковал голосование и призвал мировые правительства не восстанавливать связи с администрацией Порфирио Лобо. «Сегодня законодатели на службе господствующих классов ратифицировали государственный переворот в Гондурасе», - сказал Селайя в заявлении, опубликованном вскоре после голосования. - «Они приговорили Гондурас к существованию без верховенства закона».
4 декабря активисты, возглавляемые Хуаном Барахоной, закончили пять месяцев ежедневных протестов с требованием восстановления Селайи. Барахона, который с конца июня возглавлял протесты, когда Селайю вывезли из страны, сказал, что его сторонники «закрывают эту главу» своей борьбы и что настало время для гондурасцев, которые поддерживают политику в пользу бедных, сфокусироваться на выборах 2014 года.

### Второе изгнание

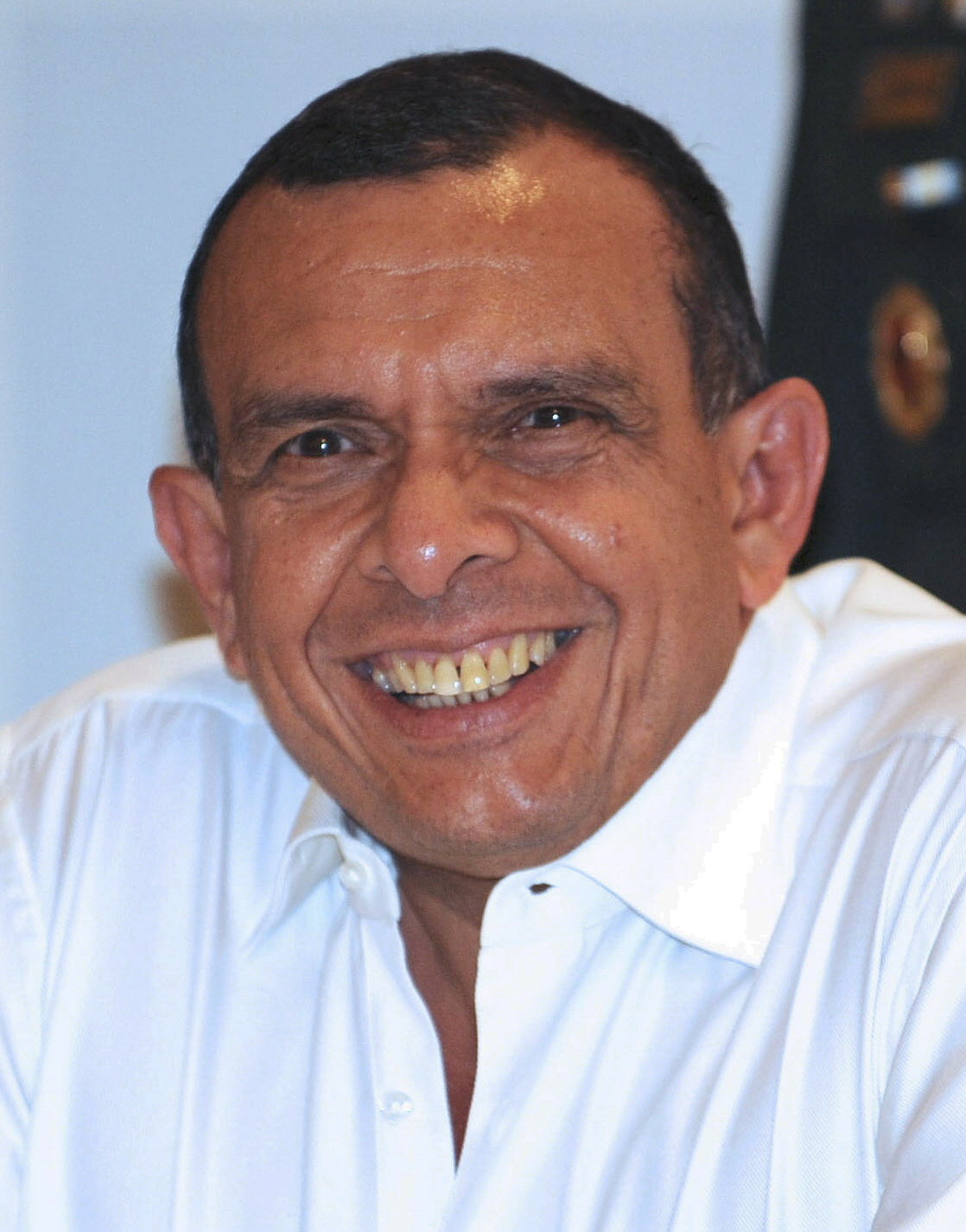
Порфирио Лобо

20 января 2010 года Доминиканская Республика и избранный президент Порфирио Лобо согласились на сделку, которая позволила бы Селайе безопасно перебраться из посольства Бразилии в Тегусигальпе, где он находился, в Доминиканскую Республику после того, как Лобо вступит в должность 27 января. Лобо заявил, что обеспечит отъезд Селайи "благополучно и с достоинством". Он также обсудил ситуацию с бывшими кандидатами в президенты, которые совместно подписали заявление с требованиями снять санкции против Гондураса, наложенные с началом кризиса. На следующий день Селайя согласился на сделку, а его близкий советник сказал, что он останется политическим деятелем и надеется позже вернуться к политической деятельности.

### Возвращение Селайи
В мае 2011 года суд в Гондурасе снял с Селайи все обвинения в коррупции, позволив ему вернуться в Гондурас. Он сделал это 28 мая 2011 года и был встречен сторонниками в Международном аэропорту Тонконта. 1 июня ОАГ проголосовала за восстановление членства Гондураса.

## Общественное мнение
| Организатор опроса: Дата проведения: Выборка:             | CID-Gallup июль 2009 >1000 чел.         | COIMER & OP 23–29 августа 1,470 чел.                                           | Greenberg Quinlan Rosner 9–13 октября 2009 621 чел.                                                                   |
| --------------------------------------------------------- | --------------------------------------- | ------------------------------------------------------------------------------ | --- |
| Вы одобряете высылку Селайи?                              | Да 41% / нет 46% / не опред.13%         | Да 17.4% / нет 52.7% / не опред.29.9%                                          | Да 38% / нет 60% / не опред.3%                                                                                        |
| Действия Селайи оправдывали его отстранение от должности? | Да 41% / нет 28% / не опред.31%         |                                                                                | |
| Соответствовало ли разрешение кризиса конституции?        |                                         |                                                                                | Да 54% / нет 43% / не опред.11%                                                                                       |
| Ваше мнение о Селайе                                      | Благоприятное 46% / неблагоприятное 44% | Благоприятное 44.7% / неблагоприятное 25.7% / "обычное" 22.1% / не опред.7.5%  | теплое 37% / прохладное 39% (как о личности) позитивное 67% / негативное 31% (как о президенте)                       |
| Ваше мнение о Мичелетти                                   | Благоприятное 30% / Unfavorable 49%     | Благоприятное 16.2% / неблагоприятное 56.5% / "обычное" 17.1% / не опред.10.2% | теплое 28% / прохладное 57% (как о личности) позитивное 48% / негативное 50% (как о президенте)                       |
| Ваше мнение о Чавесе                                      |                                         |                                                                                | теплое 10% / прохладное 83% (как о личности)                                                                          |
| Селайя должен быть восстановлен?                          |                                         | Да 51.6% / нет 33% / не опред.15.4%                                            | Да 46% / нет 52% / не опред.2% (с полными полномочиями) Да 49% / нет 50% / не опред.1% (с ограниченными полномочиями) |
| Законны ли выборы 29 ноября?                              |                                         | Да 66.4% / нет 23.8% / не опред.2.9%                                           | законны 54% / не законны 42% / не опред.4%                                                                            |

## Международная реакция
Ни одно иностранное правительство не признало Мичелетти президентом. Президент США Барак Обама, наряду с лидерами и должностными лицами правительств всего полушария и мира, осудил смещение президента Селайи как недемократический акт и назвал действия, предпринятые против него, государственным переворотом. Однако в Соединённых Штатах Исследовательская служба Конгресса (независимая организация, работающая от имени Конгресса), изучив соответствующие законодательные акты Гондураса, постановила, что «Верховный суд Гондураса имеет конституционные и уставные полномочия на оказание помощи общественным силам для обеспечения исполнения своих решений», и в этом случае он не злоупотреблял её полномочиями: «Имеющиеся источники указывают, что судебные и законодательные органы применяли конституционное право по делу против президента Зелайи».
Международные организации, такие как Организация американских государств, МЕРКОСУР и Боливарианская альтернатива для Северной и Южной Америки (АЛБА), также осудили эти события. Более десяти латиноамериканских стран, а также все страны Европейского союза согласились отозвать своих послов из Гондураса, пока Селайя не вернётся к власти.
- ООН: осудила смещение Селайи как переворот и потребовало его «немедленного и безусловного восстановления»[237]. Резолюция «твердо и категорически заявила, что все государства не признают никакого правительства, кроме правительства Селайи»[237] The resolution calls "firmly and categorically on all states to recognize no government other than that" of Zelaya.[238].
- Организация американских государств: призвала к экстренному заседанию[14][239], на котором утвердила резолюцию с требованием «немедленного, безопасного и безусловного возвращения конституционного президента Мануэля Селайи»[240]. Генеральный секретарь Хосе Мигель Инсулза назвал ситуацию «военным переворотом»[241]. 4 июля 2009 года ОАГ выполнило предварительный ультиматум, единогласно приостановив членство Гондураса[242].
- США: Государственный департамент осудил свержение Селайи и продолжал признавать его единственным конституционным президентом Гондураса[14][243][244]. Хотя официальные лица США характеризовали события как переворот, приостановили совместные военные операции[245], приостановили выдачу неиммиграционных виз[246][247] и перекрыли негуманитарную помощь Гондурасу[248][249], они сдерживались от официального обозначения свержения Селайи как «военного переворота», что потребовало бы перекрытие любой помощи стране[250][251][252][253]. Однако 24 сентября Юридическая библиотека Конгресса опубликовала доклад, в котором говорилось, что Конгресс Гондураса имел конституционную власть, чтобы сместить Селайю с должности, при этом указала, что его экспатриация была неконституционной[254]. Государственный департамент предупредил правительство Мичелетти, что он может не признать результаты выборов 29 ноября, если Селайе не разрешат вернуться к власти[255], но в конечном итоге признал выборы в последнюю секунду, несмотря на то, что Селай не был восстановлен на посту[256].
- Европейский союз: призвал гондурасских военных освободить президента и «восстановить конституционный порядок»[14]. Все послы ЕС покинули страну к 2 июля[235].
- Всемирный Банк: президент Всемирного банка Роберт Зеллик заявил, что организация приостановила кредитование программ развития в Гондурасе[257].
- Девять членов АЛБА объявили в совместном заявлении, что они не признают никакого нового правительства в Гондурасе[258].
- "Карибский бассейн": в пресс-релизе осудил переворот и выразил свою обеспокоенность по поводу обращения с гондурасскими и дипломатическими должностными лицами во время государственного переворота. «Карибское сообщество осуждает военные действия, прервавшие демократический процесс в Гондурасе и противоречащие принципам Межамериканской демократической хартии. Поэтому сообщество призывает к немедленному восстановлению президента Селайи»[259].
- Ассоциация государств Карибского бассейна осудила переворот и призвала восстановить Селайю. Кроме того, она заявила: «Мы подчеркиваем наше осуждение жестокого обращения, которому военный персонал подверг министра иностранных дел Патрисию Родас, а послов Кубы, Никарагуа и Венесуэлы. Эта ситуация является серьёзным нарушением международного права и Венской конвенции о дипломатических сношениях»[260].
- Меркосур и Парагвай: президент Парагвая и президент Меркосур Фернандо Луго осудили переворот и сказали, что ни одно государство-член Меркосур не признаёт правительство Гондураса, которое не возглавляет Мануэль Селайя[261].
- УНАСУР и Чили: президент Чили Мишель Бачелет, выступая от имени своего правительства и УНАСУР, осудила переворот[262].